# Martin Toroitich
Martin Kitiyo Toroitich, né le 10 août 1983, est un coureur de fond ougandais. Il a remporté la médaille d'argent au Trophée mondial de course en montagne 2008.

## Biographie
Né dans un petit village agricole de la région du mont Elgon, Martin et son frère Boniface Kiprop s'illustrent en course à pied durant leur jeunesse et décident de se lancer dans une carrière d'athlète pour vivre de leur talent.
Martin prend part aux championnats du monde de cross-country 2000 à Vilamoura dans l'équipe nationale junior. Il termine meilleur Ougandais en onzième place et mène son équipe sur la troisième marche du podium, remportant ainsi la première médaille pour son pays aux championnats du monde de cross-country. Son frère Boniface s'illustre aux championnats du monde de cross-country 2002 à Dublin en remportant la médaille de bronze en junior. Martin termine onzième et ensemble, ils remportent la médaille d'or au classement par équipes.
Le 10 août 2003, Martin remporte son premier titre national en devant champion d'Ouganda de semi-marathon à Mbarara.
Le 3 octobre 2004, il participe aux championnats du monde de semi-marathon à New Delhi. Il effectue une course solide pour terminer à la treizième place en 1 h 4 min 48 s. Avec Wilson Busienei septième et Joseph Nsubuga 27e, il remporte la médaille de bronze au classement par équipes.
Martin mène ensuite son équipe lors des championnats du monde de cross-country 2007 à Mombasa. Terminant meilleur Ougandais en dixième position, il remporte la médaille de bronze par équipes.
Le 14 septembre 2008, il prend le départ du Trophée mondial de course en montagne à Sierre. Martin effectue un excellent départ et s'empare des commandes. Semblant se diriger vers la victoire, il est finalement doublé à 500 m de l'arrivée par le spécialiste de la discipline Jonathan Wyatt qui s'offre son sixième titre. Martin termine sur la deuxième marche du podium pour treize secondes. Il remporte sa première médaille individuelle d'une compétition internationale et devient le premier athlète ougandais médaillé de course en montagne,.
Le 25 janvier 2009, il prend part aux championnats Afrique de l'Est de semi-marathon. Avec ses coéquipiers Isaac Kiprop et James Kibet, il effectue la course en tête. James lâchant du terrain en fin de course, Isaac et Martin terminent au sprint à l'avantage du premier. Les trois hommes remportent de plus le classement par équipes. Le 2 août, il fait étalage de son talent en course en montagne en remportant aisément la première édition des championnats d'Ouganda de la discipline à Bukwo.
Le 27 novembre 2010, il se classe septième des championnats d'Afrique de course en montagne et remporte la médaille d'or au classement par équipes avec Stephen Kiprotich et Geofrey Kusuro.

## Palmarès

### Route/cross
| Année | Compétition                                      | Lieu            | Place | Épreuve          | Temps           |
| ----- | ------------------------------------------------ | --------------- | ----- | ---------------- | --------------- |
| 2002  | Semi-marathon de Madrid                          | Madrid          | 3e    | Semi-marathon    | 1 h 3 min 52 s  |
| 2003  | Championnats d'Ouganda de semi-marathon          | Mbarara         | 1er   | Semi-marathon    | 1 h 6 min 44 s  |
| 2004  | Championnats du monde de semi-marathon           | New Delhi       | 13e   | Semi-marathon    | 1 h 4 min 48 s  |
| 2005  | Championnats d'Ouganda de cross-country          | Ndejje          | 1er   | Cross-country    | 35 min 15 s     |
| 2006  | Championnats du monde de course sur route        | Debrecen        | 13e   | 20 kilomètres    | 58 min 26 s     |
| 2007  | Semi-marathon de San Bias                        | Coamo           | 3e    | Semi-marathon    | 1 h 4 min 18 s  |
| 2007  | Championnats du monde de cross-country           | Mombasa         | 10e   | Cross-country    | 37 min 31 s     |
| 2008  | Semi-marathon Marvejols-Mende                    | Mende           | 3e    | Course populaire | 1 h 12 min 44 s |
| 2008  | Giro di Castelbuono                              | Castelbuono     | 3e    | Course populaire | 34 min 59 s     |
| 2009  | Championnats d'Afrique de l'Est de semi-marathon | Kampala         | 2e    | Semi-marathon    | 1 h 6 min 53 s  |
| 2009  | Semi-marathon de San Bias                        | Coamo           | 4e    | Semi-marathon    | 1 h 3 min 3 s   |
| 2009  | Course Marseille-Cassis                          | Cassis          | 3e    | 20 kilomètres    | 1 h 1 min 6 s   |
| 2010  | Maratonina delle Pace                            | Villa Lagarina  | 1er   | Semi-marathon    | 1 h 3 min 3 s   |
| 2010  | 15 km du Puy-en-Velay                            | Le Puy-en-Velay | 3e    | 15 kilomètres    | 43 min 44 s     |
| 2010  | Carrera Abraham Rosa                             | Toa Baja        | 2e    | 10 kilomètres    | 29 min 41 s     |
| 2010  | 10 km de Jakarta                                 | Jakarta         | 2e    | 10 kilomètres    | 28 min 34 s     |
| 2010  | Semi-marathon Marvejols-Mende                    | Mende           | 4e    | Course populaire | 1 h 13 min 56 s |

### Piste
| Année | Compétition                         | Lieu    | Place | Épreuve  | Temps         |
| ----- | ----------------------------------- | ------- | ----- | -------- | ------------- |
| 2009  | Championnats d'Ouganda d'athlétisme | Kampala | 1er   | 10 000 m | 28 min 53 s 0 |

### Course en montagne
| no  | masculin          | Course                                       | Longueur | Départ            | Temps       |
| --- | ----------------- | -------------------------------------------- | -------- | ----------------- | ----------- |
| 2e  | Médaille d'argent | Trophée mondial de course en montagne        | 12 km    | 14 septembre 2008 | 55 min 16 s |
| 1re | Médaille d'or     | Championnats d'Ouganda de course en montagne | 12 km    | 2 août 2009       | 44 min 32 s |
| 4e  | 4e                | Championnats d'Afrique de course en montagne | 11 km    | 28 novembre 2009  | 43 min 45 s |

## Records
| Épreuve       | Performance    | Date              | Lieu                       |
| ------------- | -------------- | ----------------- | -------------------------- |
| 3 000 mètres  | 7 min 57 s 49  | 6 avril 2002      | Alicante                   |
| 5 000 mètres  | 13 min 34 s 84 | 28 août 2002      | Rovereto                   |
| 10 000 mètres | 27 min 57 s 11 | 12 juillet 2008   | Pergine Valsugana          |
| 10 kilomètres | 28 min 19 s    | 17 août 2002      | Arco                       |
| 15 kilomètres | 43 min 44 s    | 1er mai 2010      | Le Puy-en-Velay            |
| 10 miles      | 48 min 6 s     | 11 novembre 2001  | Vila Real de Santo António |
| 20 kilomètres | 58 min 26 s    | 8 octobre 2006    | Debrecen                   |
| Semi-marathon | 1 h 2 min 19 s | 6 septembre 2008  | Lille                      |
| Marathon      | 2 h 35 min 0 s | 11 septembre 2005 | Cologne                    |